# Lac Rossignol
Pour les articles homonymes, voir Rossignol (homonymie).
Le lac Rossignol est un lac de barrage situé au sud-est de la Nouvelle-Écosse. Avec ses 180 km2, il est le plus grand lac d'eau douce de la province.

## Histoire
Un barrage a été construit à l’émissaire du lac dans le but d'alimenter six centrales en aval. Ce barrage a eu pour effet de fusionner une douzaine de lacs en un seul, qui est ainsi devenu le plus grand lac d'eau douce de la province.